# Katsushige Kawashima
Katsushige Kawashima (jap. 川嶋 勝重, Kawashima Katsushige; * 6. Oktober 1974 in Ichihara, Japan) ist ein ehemaliger japanischer Boxer im Superfliegengewicht.

## Profikarriere
1997 begann er erfolgreich seine Profikarriere. Am 28. Juni 2004 boxte er gegen Masamori Tokuyama um den Weltmeistertitel des Verbandes WBC und siegte durch technischen K. o. in Runde 1. Diesen Titel verteidigte er insgesamt zweimal und verlor ihn im Juli des darauffolgenden Jahres an Masamori Tokuyama im Rematch durch einstimmigen Beschluss. 
Im Jahre 2008 beendete er seine Karriere.